# حمام دردشت
حمام دردشت (بالفارسية: حمام دردشت) هو حمام تاريخي يعود إلى السلالة الصفوية، ويقع في أصفهان.